# Krzysztof Krajewski (dyplomata)
Krzysztof Adam Krajewski (ur. 3 sierpnia 1963 w Warszawie) – polski urzędnik państwowy, dyplomata. Konsul generalny RP w Warnie (1998–2003), ambasador RP w Azerbejdżanie (2005–2010), ambasador RP w Bułgarii (2014–2018) i Rosji (od 2021), dyrektor Protokołu Dyplomatycznego Ministerstwa Spraw Zagranicznych (2010–2014, 2018–2021).

## Życiorys
Od 1982 do 1987 studiował politologię (w zakresie stosunków międzynarodowych) na Uniwersytecie Warszawskim, otrzymując tytuł zawodowy magistra. Był członkiem Zrzeszenia Studentów Polskich (pełnił funkcję sekretarza komisji zagranicznej rady uczelnianej ZSP UW) oraz Polskiej Zjednoczonej Partii Robotniczej.
W listopadzie 1987 rozpoczął pracę jako doradca w biurze rzecznika prasowego Urzędu Rady Ministrów. Od czerwca 1993 zawodowo związany z Ministerstwem Spraw Zagranicznych. Początkowo, do maja 1994, kierował Wydziałem Informacji w Departamencie Promocji i Informacji. W latach 1994–1998 był wicedyrektorem i dyrektorem Departamentu Personalnego. Od września 1998 do sierpnia 2003 pełnił funkcję konsula generalnego RP w Warnie. Od września 2003 do stycznia 2005 był pełniącym obowiązki zastępcy dyrektora w Sekretariacie Ministra w MSZ w randze ambasadora tytularnego.
Od stycznia do maja 2005 był doradcą marszałka Sejmu. W tym samym roku objął stanowisko ambasadora RP w Azerbejdżanie. Po pięciu latach kierowania placówką w Baku, powrócił do kraju. We wrześniu 2010 objął stanowisko dyrektora Protokołu Dyplomatycznego MSZ, którym był do sierpnia 2014.
W lipcu 2014 otrzymał nominację na urząd ambasadora Polski w Bułgarii. Stanowisko objął w sierpniu 2014. Odwołano go z tej funkcji 30 września 2018. Po powrocie do Polski ponownie został dyrektorem Protokołu Dyplomatycznego MSZ. W październiku 2020 sejmowa Komisja Spraw Zagranicznych jednogłośnie pozytywnie zaopiniowała Krzysztofa Krajewskiego na ambasadora w Rosji. Miesiąc później został mianowany ambasadorem nadzwyczajnym i pełnomocnym Rzeczypospolitej Polskiej w Federacji Rosyjskiej. W lutym 2021 zakończył pracę na stanowisku dyrektora Protokołu Dyplomatycznego. 27 lutego tegoż roku objął kierownictwo Ambasady RP w Moskwie, formalnie rozpoczynając urzędowanie 4 marca 2021. Listy uwierzytelniające na ręce prezydenta Rosji złożył 18 maja 2021.

## Życie prywatne
Syn Mieczysława. Żonaty z Aldoną Krajewską, ojciec Piotra i Marii. Deklaruje znajomość języków angielskiego, bułgarskiego, niemieckiego i rosyjskiego.

## Odznaczenia i wyróżnienia
Ordery i odznaczenia
- Krzyż Oficerski Orderu Odrodzenia Polski (za wybitne zasługi w służbie zagranicznej, za osiągnięcia w podejmowanej z pożytkiem dla kraju pracy zawodowej i działalności dyplomatycznej) – 2019[17][18]
- Krzyż Kawalerski Orderu Odrodzenia Polski (za wybitne zasługi w służbie zagranicznej, za osiągnięcia w podejmowanej z pożytkiem dla kraju pracy zawodowej i działalności dyplomatycznej) – 2011[19][20]
- Złoty Krzyż Zasługi (za zasługi dla służby dyplomatycznej) – 1997[14]
- Medal Stulecia Odzyskanej Niepodległości – 2023[21]
- Medal Komisji Edukacji Narodowej – 2003[16]
- Order „Przyjaźń” – Azerbejdżan, 2010[22]
- Komandor Orderu Trzech Gwiazd – 2012, Łotwa[23]
- Komandor Orderu Zasługi – Norwegia, 2012[24]
- Komandor Orderu Zasługi – Portugalia, 2012[25]
- Order Krzyża Ziemi Maryjnej III klasy – Estonia, 2014[26]
- Komandor Orderu Feniksa – Grecja, 2014[16]
- Komandor Orderu Oranje-Nassau – Holandia, 2014[16]
- Order Stara Płanina I stopnia – Bułgaria, 2018[27]
- Krzyż Komandorski Orderu „Za Zasługi dla Litwy” – Litwa, 2019[28]

Wyróżnienia
- Tytuł honorowego obywatela Warny – Bułgaria, 2002[29]
- Międzynarodowa nagroda „Qızıl çinar”(inne języki) – Azerbejdżan, 2009[30]